# Замок Инверэри
Замок Инверэ́ри — средневековый замок в Шотландии. Расположен недалеко от Инверэри в графстве Аргайл, в западной Шотландии, на берегу озера Лох-Файн, самого длинного морского залива Шотландии. Это один из самых ранних примеров архитектуры «Готического Возрождения». Это поместье рода Кэмпбеллов, герцогов Аргайла с XVIII века.

## История
В 1720 году, когда герцог Арчибальд Кэмпбелл решил построить на берегу озера Лох-Файн свою резиденцию, сэр Джон Ванбру начал рисовать эскизы будущего дворца. Отсюда и начинается история замка Инверэри. Герцог долго искал подходящее место, даже перенёс находившуюся там деревню на милю. Там, где совсем недавно стояли домики крестьян, начались работы над замком в стиле готического возрождения с 4 крепостными башнями, увенчанными коническими шпилями.
Строительство началось в 1743 году. Этот замок заменил более ранний замок XV века. Первый камень был заложен в октябре 1746 года. Эти даты делают его одним из самых ранних зданий «Готического Возрождения». Первоначально все крыши были плоскими и зубчатыми. Позже третий этаж с скатной крышей и слуховыми окнами был добавлен на всех четырёх крыльях, а крутые конические крыши были добавлены поверх четырёх круглых башен. Деревня Инверэри была перенесена в 1770-х годах, чтобы придать замку более уединенную обстановку. После смерти главного проектировщика замка его строительство перешло в ведение других архитекторов: Роджера Морриса и Уильяма Адама, которые взялись за работу над постройкой дворца в 1746 году. В итоге строительство удалось завершить в 1771 году.
По мнению туристов, именно в этом замке находится самая красивая комната во всей Европе — Обеденный зал, щедро украшенный сложными росписями. Оружейный зал, в свою очередь, является самым высоким залом в Шотландии. Также здесь собрана коллекция оружия.
Рождественский эпизод 2012 года в сериале «Аббатство Даунтон» был частично снят в Инверэри. Замок также фигурирует в серии шотландских замков американского телекомпании PBS. Фестиваль «Лучшие из Запада», организованный герцогиней, проводится в замке каждый сентябрь.

## Легенды
Местные жители утверждают, что по коридорам замка вот уже несколько столетий блуждает призрак арфистки, убитой по приказу одного из герцогов ещё в середине XVII векa. Говорят, что по ночам здесь можно не только встретить молодую арфистку, но и слышать звуки прекрасной музыки, а звуки арфы звучат так, словно доносятся с того света. Второй призрак замка Инверэри весьма зловещий, это нечто вроде ладьи. Впрочем, ладью могут увидеть только и исключительно представители семьи Кэмпбелл, и её появление всегда означает, что кто-то из Кэмпбеллов вскоре умрет.

## Галерея

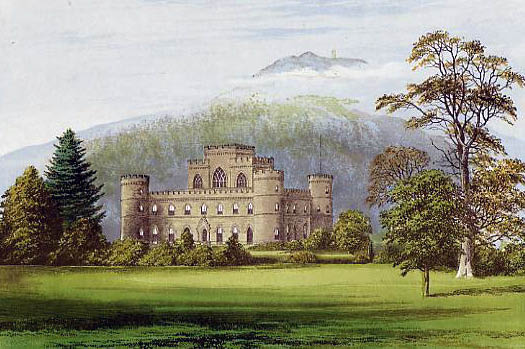
1880
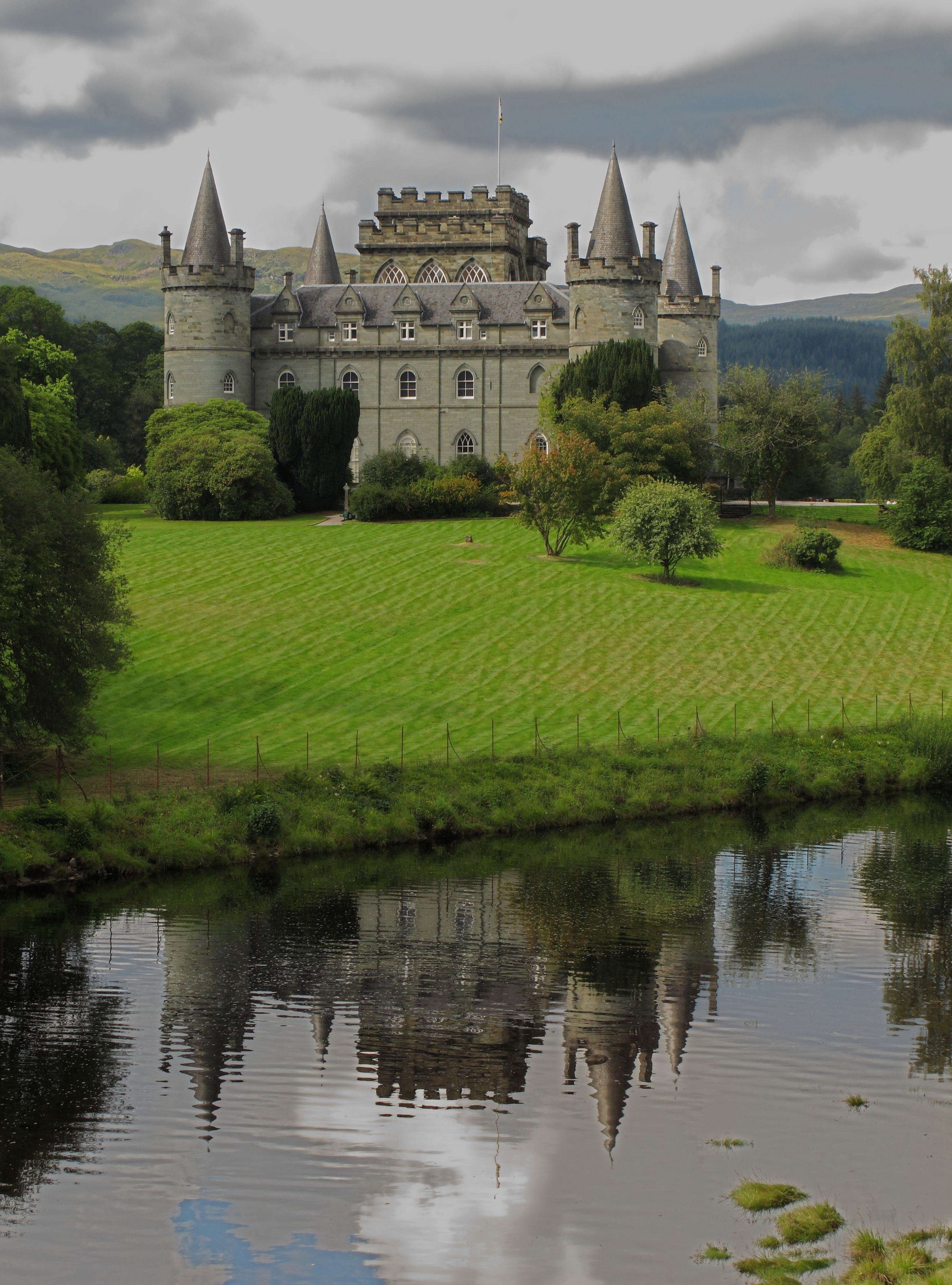
2010
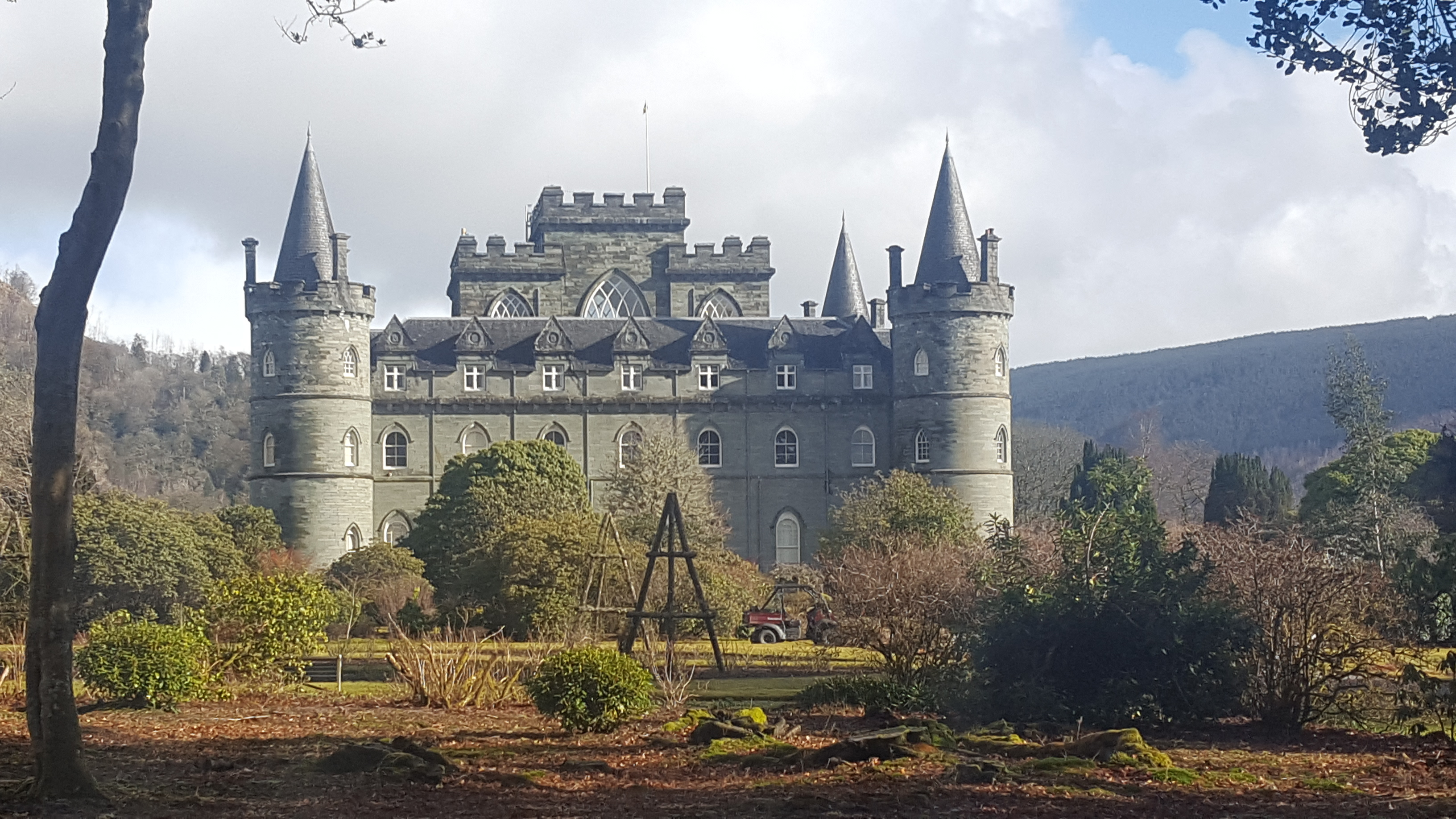
2017
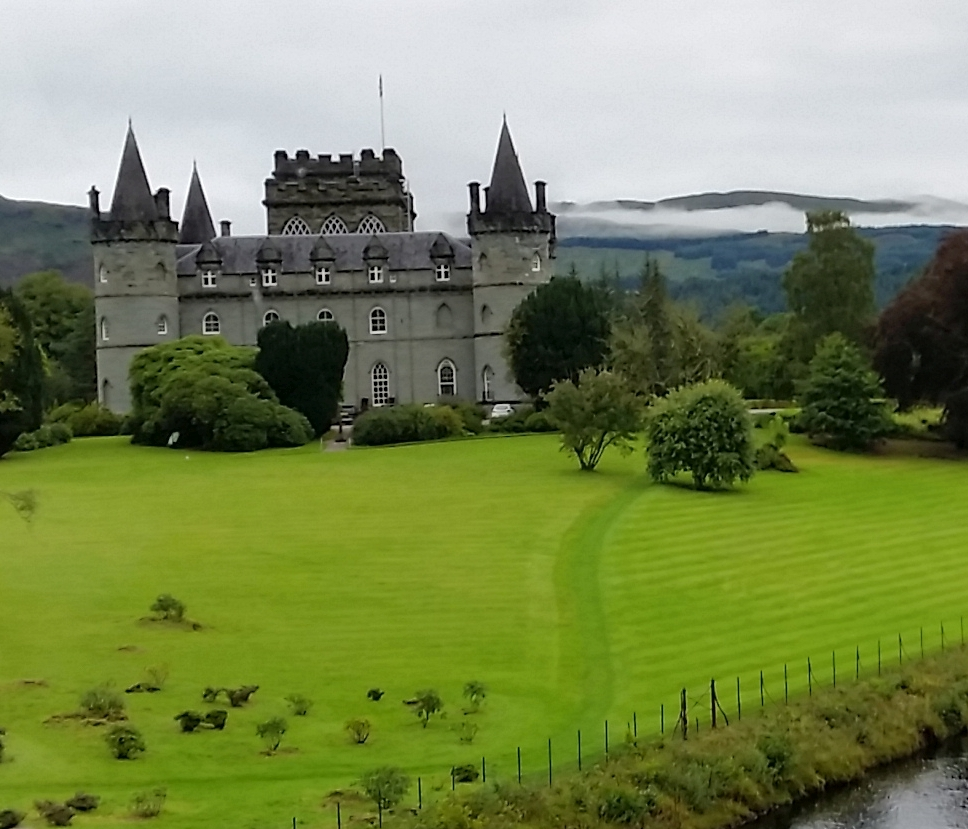
2018